# Concerto per pianoforte e orchestra n. 27 (Mozart)
Mozart riporta nel catalogo manoscritto delle sue opere di avere terminato la composizione del concerto per pianoforte e orchestra n. 27 in Si bemolle maggiore K 595 il 5 gennaio 1791.
L'opera fu eseguita a Vienna, il 4 marzo dello stesso anno, e quindi ben due mesi dopo averla terminata. Ciò non era nello stile di Mozart, il cui lavoro veniva di solito terminato poco prima di essere eseguito in pubblico. 
Questo fatto ha dato adito a due possibili interpretazioni: la prima: che non avesse alcun committente e che il concerto fosse stato scritto per poterlo usare in una accademia (concerti a sottoscrizione); la seconda: che il concerto fosse stato commissionato da un allievo.
Ad avvalorare questa teoria anche la difficoltà tecnica limitata, in quanto i concerti di Mozart scritti per "uso personale" sono difficili, e la presenza di cadenze scritte (cosa strana perché era uso improvvisarle).
Del concerto, infatti, ci sono rimaste le cadenze originali di Mozart per il primo e terzo movimento.
Caratteristica di questa, così come delle altre opere scritte durante l'ultimo anno di vita del compositore viennese, è la presenza di elementi stilistici peculiari quali, ad esempio, il carattere interiore dei motivi melodici, l'organizzazione dei temi e dei movimenti molto complessa, l'uso di temi "pastorali" nel finale.